# Oxalis lespedezioides
Oxalis lespedezioides là một loài thực vật có hoa trong họ Chua me đất. Loài này được G. Don mô tả khoa học đầu tiên năm 1831.